# معیار تسلیم فون میسز

سطوح تسلیم فون میزس در مختصات تنش اصلی استوانه‌ای با شعاع را حول محور هیدرواستاتیکی احاطه می‌کند. (در شکل همچنین سطح تسلیم شش ضلعی Tresca نیز نشان داده شده‌است)

معیار اعوجاج حداکثر (به انگلیسی: maximum distortion criterion) که با نام معیار تسلیم فون میزس نیز شناخته می‌شود، بیان می‌کند که یک ماده شکل‌پذیر (داکتیل) زمانی آغاز به تسلیم شدن می‌کند که متغیر دوم تنش انحرافی یا J2 به یک مقدار بحرانی برسد. این معیار بخشی از نظریه پلاستیسیته است که بیشتر در مورد مواد شکل‌پذیر مانند برخی فلزات اعمال می‌شود. قبل از تسلیم، پاسخ ماده را می‌توان به عنوان یک رفتار الاستیک غیرخطی، ویسکوالاستیک یا الاستیک خطی فرض کرد.
در علم مواد و مهندسی، معیار تسلیم فون میزس بر حسب تنش فون میزس یا تنش کششی معادل، σv فرموله شده‌است. تنش فون میزس معادل یک مقدار اسکالر است که می‌تواند از تانسور تنش کوشی محاسبه شود. در این مورد، گفته می‌شود که یک ماده زمانی شروع به تسلیم شدن می‌کند که تنش فون میزس به استحکام تسلیم، σy برسد. تنش فون میزس برای پیش‌بینی تسلیم مواد تحت بارگذاری‌های پیچیده، از نتایج آزمایش‌های کشش تک محوری استفاده می‌کند.
اگرچه اعتقاد بر این است که جیمز کلرک ماکسول در سال ۱۸۶۵ آن را فرموله کرد، اما ماکسول فقط شرایط کلی را در نامه‌ای به ویلیام تامسون (لرد کلوین) شرح داد. ریچارد ادلر فون میزس آن را با دقت در سال ۱۹۱۳ فرموله کرد. تایتوس ماکسیمیلیان هوبر (۱۹۰۴)، در مقاله‌ای که به زبان لهستانی نوشته شده‌است، تا حدی این معیار را با تکیه مناسب بر انرژی کرنش اعوجاج، نه بر انرژی کل کرنش مانند پیشینیان خود، پیش‌بینی کرد. هاینریش هنکی مهندس آلمانی همان معیار فون میزس را به‌طور مستقل در سال ۱۹۲۴ تدوین کرد. به دلایل فوق، این معیار به عنوان «نظریه ماکسول-هوبر-هنکی-فون میزس» نیز شناخته می‌شود.

## روابط ریاضی
از نظر ریاضی معیار تسلیم فون میزس به صورت زیر بیان می‌شود:
{\displaystyle J_{2}=k^{2}\,\!}
در اینجا k تنش تسلیم ماده در برش خالص است. در شروع تسلیم، مقدار تنش تسلیم برشی در برش خالص {\displaystyle {\sqrt {3}}} برابر کمتر از تنش تسلیم کششی در حالت کشش ساده است؛ بنابراین، داریم:
{\displaystyle k={\frac {\sigma _{y}}{\sqrt {3}}}}
که در آن σy استحکام تسلیم کششی ماده است. اگر تنش فون میزس را برابر با استحکام تسلیم قرار دهیم و معادلات فوق را ترکیب کنیم، معیار تسلیم فون میزز به صورت زیر نوشته می‌شود:
{\displaystyle \sigma _{v}=\sigma _{y}={\sqrt {3J_{2}}}}
یا
{\displaystyle \sigma _{v}^{2}=3J_{2}=3k^{2}}
با جایگزینی J2 با مولفه‌های تانسور تنش کوشی، خواهیم داشت:
{\displaystyle \sigma _{\text{v}}^{2}={\frac {1}{2}}\left[(\sigma _{11}-\sigma _{22})^{2}+(\sigma _{22}-\sigma _{33})^{2}+(\sigma _{33}-\sigma _{11})^{2}+6\left(\sigma _{23}^{2}+\sigma _{31}^{2}+\sigma _{12}^{2}\right)\right]={\frac {3}{2}}s_{ij}s_{ij}}
که در آن s تنش انحرافی (deviatoric stress) نامیده می‌شود. این معادله سطح تسلیم را به عنوان یک استوانه دایره‌ای تعریف می‌کند (شکل را ببینید) که منحنی تسلیم، یا تقاطع آن با صفحه انحرافی، دایره‌ای با شعاع {\displaystyle {\sqrt {2}}k} یا {\textstyle {\sqrt {\frac {2}{3}}}\sigma _{y}} است. این نشان می‌دهد که شرایط تسلیم مستقل از تنش‌های هیدرواستاتیکی است.